# Margherita Dolcevita
Margherita Dolcevita è un romanzo di Stefano Benni pubblicato nel 2005 dalla casa editrice Feltrinelli.

## Trama
Margherita Dolcevita vive con i genitori, due fratelli, il nonno e il cane. Che li descrive con affettuosa ironia, anche se, a dire la verità sono tutti un po' strambi. Margherita, una ragazza quasi quindicenne, con qualche chilo di troppo da grande vorrebbe fare la poetessa di poesie brutte.

## Personaggi
- Margherita: protagonista e voce narrante, ragazza sveglia e vitale. Le piace scrivere poesie brutte e inizi di racconti che non esistono. Ha un difetto cardiaco che le impedisce di affaticarsi. La bambina di polvere è il suo angelo custode (almeno secondo lei).

- Giacinto: il fratello maggiore di Margherita, ultras della Nacional. Sciocco e ottuso, ha passione solo per il calcio.

- Eraclito: il suo vero nome è Erminio ed è il fratello minore di Margherita, intelligente, furbo e spigliato. È innamorato della sua professoressa di matematica.

- Emma: madre di Margherita e casalinga amorevole, ha la brutta abitudine di "non" fumare le sue inesistenti sigarette virtual. Le piacciono le soap.

- Fausto: padre di Margherita, pensionato e appassionato riparatore di oggetti vecchi che nessuno usa più. Cerca di coprire la sua calvizie col riporto, senza successo.

- Socrate: il nonno della famiglia. Convinto della concreta possibilità di morire avvelenato, si somministra regolarmente detersivi e altre sostanze nocive per rendersi "immune". Ha un legame telepatico con il piccolo Eraclito, almeno a detta dei due.

- Pisolo: il cane della famiglia di Margherita, un bastardino problematico ma affettuoso.

- Labella Del Bene: figlia bella ma stupida dei nuovi vicini. Pochi interessi e nessuna passione se non per le vanità mondane.

- Frido Del Bene: capofamiglia dei Del Bene, imprenditore dalla buona parlantina e dal sorriso finto.

- Lenora Del Bene: moglie di Frido, velenosa ficcanaso della famiglia pronta a imporre il suo pensiero per "il bene della comunità".

- Fedele: tuttofare della famiglia Del Bene, privo di una propria personalità.

- Angelo Del Bene: figlio dei Del Bene, costantemente sottoposto a cure psichiatriche e quasi mai lasciato libero di uscire e muoversi. È un po' più grande di Margherita.

- Bozzo: è il cane da guardia dei Del Bene, addestrato ad essere aggressivo.

## Edizioni
- Stefano Benni, Margherita Dolcevita, collana I Narratori, Feltrinelli, 2005,  p. 206, ISBN 88-07-01677-X.
- Stefano Benni, Margherita Dolcevita, collana Universale Economica, Feltrinelli, 2006,  p. 208, ISBN 88-07-81930-9.